# Джагинян, Рубен Владимирович
Рубе́н Влади́мирович Джагиня́н (арм. Ռուբեն Վլադիմիրի Ջաղինյան; род. 28 апреля 1969, Ереван, Армянская ССР, СССР) — президент Киноакадемии РА.

## Образование
В 1994 году окончил электротехнический факультет Ереванского политехнического института.

## Начало
В 1991 году вместе с партнёрами основали компанию «Шарм Холдинг».
1991—2013 гг. — Генеральный директор ООО «Шарм Холдинг».
C 2013 года — председатель совета Общественной телерадиокомпании Армении.
2013—2019 гг. — Председатель Совета Общественной телерадиокомпании Армении.
С марта 2019 года — президент Киноакадемии РА.

## Семья
Женат, имеет двух дочерей: Арнела и Кэтрин. Жена — Тамара Джагинян (Асатрян). Родилась в Ереване, в 1979 году. Окончила МГУ имени М. В. Ломоносова по специальности востоковед, потом получила второе образование — в МГИМО (У) МИД РФ по специальности юрист-международник.

## Творческие достижения
Рубен Джагинян является продюсером нескольких развлекательных телепрограмм («Армянский вариант», «Армянское радио»), телепроектов («100 вариантов», «Красное или чёрное», «Вкус Армении», «Гараж»), художественных фильмов («Наш двор 1», «Наш двор 2», «Наш двор 3», «Такси ‘Эли лав а’», «Требуется миллионер»), документальных фильмов («Осень волшебника», «Дядя Валя», «История одной фотографии», «Наш мэр», «Окаменевшая мелодия», «Наказ», «Пока я есть»), музыкальных проектов («Ереван-Москва транзит», «Ереван-Киев транзит», «Две звезды», «Эребуни-Ереван»), телепроектов для детей («Мы знаем, что ты знаешь») и фэшн шоу (ISIS, дом моды «Стайл», «Fashion Jazz Quartet»). С 2005 по 2009 год — руководитель проектов в журнале «Ереван».
С 2006 по 2011 год — руководитель курса «Менеджмент в сфере искусства» Ереванского Государственного Института театра и кино.
Член союза кинематографистов РА
Академик международной Академии телевидения и радио.
Член европейской киноакадемии.

## Продюсирование
Рубен Джагинян является генеральным продюсером следующих проектов:
- «Наш двор» художественный фильм (1996)
- «Наш двор 2» художественный фильм (1998)
- «Пока я есть» документальный фильм (2000)
- «Армянское радио» телепрограмма (2002)
- «Ереван-Москва транзит» музыкальный проект (2004-2007)[2]
- «Наш двор 3» художественный фильм (2005)
- «Армянский вариант» телепрограмма (2005-2006)
- «100 вариантов» телепроект (2006-2007)
- «Песни особого назначения» мероприятие, приуроченное к празднованию Дня Национальной армии (2007)
- «Эребуни-Ереван» мероприятия, приуроченные к празднованию Дня Города (2007)
- «Две звезды» музыкальный проект (2007-2008)
- «Наш мэр» документальный фильм (2008)
- «Armenian Jazz 70» мероприятия, приуроченные к празднованию Года Джаза (2008)[3]
- «Fashion Jazz Quartet» модный показ (2008)
- «Песни особого назначения» мероприятие, приуроченное к празднованию Дня Национальной армии (2009)
- «Такси ‘Эли лав а’» художественный фильм (2009)[4]
- «Осень волшебника» документальный фильм (2009)[5][6]
- «Дядя Валя» документальный фильм (2009)
- «История одной фотографии» документальный фильм (2009)
- «Окаменевшая мелодия» документальный фильм (2009)
- «Наказ» документальный фильм (2009)
- «Ереван-Киев транзит» музыкальный проект (2009)[7]
- «Красное или черное» телепроект (2009)
- «Эребуни-Ереван» мероприятия, приуроченные к празднованию Дня Города (2009)
- «Спартак» балет (2009)[8]
- «Эребуни-Ереван» мероприятия, приуроченные к празднованию Дня Города (2010)
- «Вкус Армении» телепроект (2010)
- «Гараж» телепроект (2010)[9]
- «Требуется миллионер» художественный фильм (2010)[10][11]
- «Аида» опера (2010)[12]
- «Жених из цирка» приключенческая кинокомедия (2011)[13]
- «Poker AM» кинокомедия (2012)[14]
- Мюзикл «Мост любви» (2013)[15]
- «Анаит» (2014) полнометражный мультфильм
- «Линия» (2016) фильм
- «Линия 2: 25 лет спустя» (2017) фильм
- «Мечты и дороги» (2017) фильм
- «Hay Hamerg projeсt» (2019)
- «Наш двор. 25 лет спустя» (2021)
- «Приключения царя» (2021)
- «Вишап 2022» (2022)

## Награды
- 2007 — Медаль «Гарегин Нжде» (награда Министерства Обороны РА за значительный вклад в становление и укрепление Национальной армии).
- 2008 — Медаль Мовсеса Хоренаци — за выдающиеся творческие достижения в области армянской культуры.
- 2008 — Золотая медаль Министерства культуры Республики Армения — за организацию празднования 70-летия армянского джаза (Armenian Jazz 70).
- 2009 — Президентская премия за вклад в искусство[16].
- 2015 — Медаль «За заслуги перед Отечеством» II степени (28 декабря 2015 года) — за активную поддержку в организации и проведении культурных мероприятий, посвящённых 100-летию Геноцида армян[17].
- 2018 — Государственная премия Республики Армения.